# Toluca Challenger 1998
Il Toluca Challenger 1998 è stato un torneo di tennis facente parte della categoria ATP Challenger Series nell'ambito dell'ATP Challenger Series 1998. Il torneo si è giocato a Toluca in Messico dal 23 al 29 novembre 1998 su campi in terra rossa.

## Vincitori

### Singolare
Rogier Wassen ha battuto in finale  Gastón Etlis con il punteggio di 5–7, 6–1, 6–4

### Doppio
Alejandro Hernández /  Mariano Sánchez hanno battuto in finale  Edwin Kempes /  Rogier Wassen con il punteggio di 6–3, 6–4